# Kevin Nash
Kevin Scott Nash (* 9. Juli 1959 in Detroit, Michigan), auch unter seinem zeitweiligen Ringnamen Diesel bekannt, ist ein ehemaliger US-amerikanischer Wrestler.

## Wrestling-Karriere

### Anfänge
Seit der High School spielte Nash Basketball und begann Anfang der 80er Jahre eine Profi-Laufbahn in Europa, unter anderem im Team des MTV 1846 Gießen. Nachdem er sich bei einem Spiel in Deutschland eine Kreuzbandverletzung zuzog, musste Nash seine Basketballkarriere jedoch beenden und war fortan als Soldat der US Army in Gießen stationiert. Nach seiner Rückkehr in die USA beschloss Nash, eine Karriere als Wrestler zu verfolgen und wurde von Jody „The Assassin“ Hamilton, dem Vater des bekannten Ringrichters Nick Patrick, trainiert.

### World Championship Wrestling (1990–1993)
Nash debütierte 1990 in der WCW und trat als Steel im Tag Team The Master Blasters an, blieb jedoch ohne nennenswerten Erfolg. Sein Charakter wurde nach knapp einem Jahr in Oz umgewandelt; ein Gimmick, das auf dem Zauberer von Oz basierte. Sein zunächst sehr starker Push flachte nach wenigen Monaten ab, bis Nash schließlich erneut einer Gimmick-Änderung unterzogen wurde. Anfang 1992 war er unter dem Namen Vinnie Vegas Teil der Gruppierung A Half Ton of Holy Hell, zusammen mit Harley Race, Big Van Vader und Mr. Hughes, sowie im Tag Team mit Big Sky. Bereits im Februar löste sich das Stable auf, woraufhin Nash sich mit Diamond Dallas Page, The Diamond Studd und Scotty Flamingo zu The Diamond Mine zusammenschloss. Bis zum Ende des Jahres teamte Nash mit Page, bevor er schließlich die Liga verließ.

### World Wrestling Federation (1993–1996)

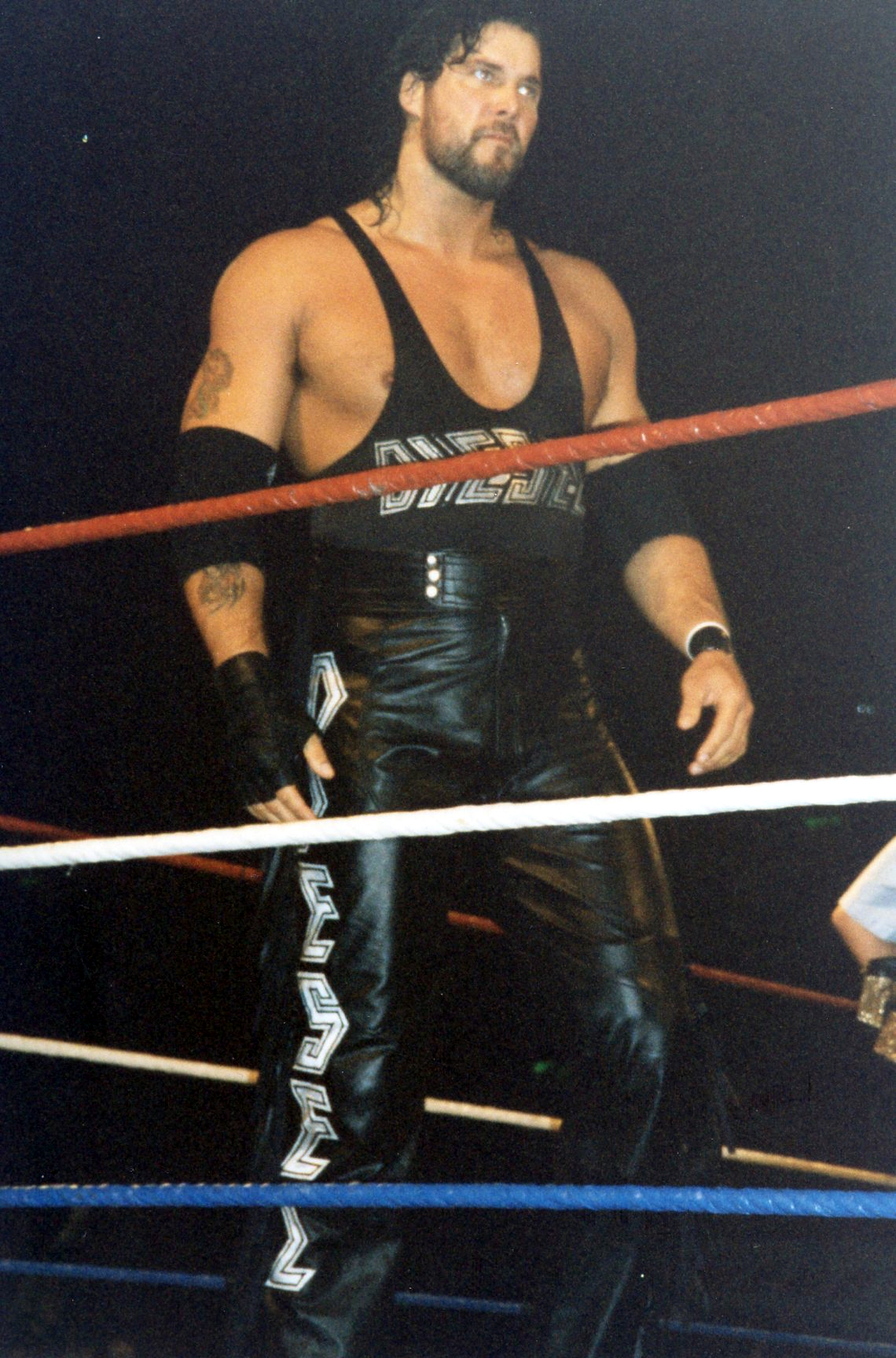
Diesel bei einem WWF Event (1994)

Unter dem Namen Diesel trat Nash in der World Wrestling Federation (heute WWE) ab Mitte 1993 als Leibwächter von Shawn Michaels auf. Gegen Ende des Jahres trat Diesel vermehrt selbst in Matches an und errang im April 1994 seinen ersten Titel, als er den amtierenden Intercontinental Champion Razor Ramon besiegte. Im August gewann er zusammen mit Shawn Michaels zudem die WWF World Tag-Team Championship von den Headshrinkers, verlor jedoch nur einen Tag später beim SummerSlam die Intercontinental Championship an Razor Ramon. Zu dieser Zeit erwischte Shawn Michaels seinen Partner häufig versehentlich mit seinem Superkick, was bei der Survivor Series 1994 schließlich zur Trennung des Teams und zum damit einhergehenden Face-Turn Diesels führte. Die Tag Team Championship wurde ihnen daraufhin aberkannt.
Drei Tage nach der Survivor Series bezwang Diesel den WWF World Heavyweight Champion Bob Backlund in nur 8 Sekunden und erreichte seinen bis dato größten Erfolg. Mit diesem Titelgewinn war Diesel der erste Wrestler, der die Dreierkrone der WWF innerhalb eines einzigen Jahres gewinnen konnte. Da Shawn Michaels siegreich aus dem Royal Rumble 1995 hervorging, trafen die ehemaligen Partner in einem Titelmatch bei WrestleMania XI aufeinander, bei dem Michaels’ neuer Bodyguard Psycho Sid seinem Schützling unabsichtlich den Sieg kostete. Einen Tag später verteidigte Diesel Michaels, nachdem dieser von Sid angegriffen worden war. Dadurch turnte Michaels Face und bildete gelegentlich erneut ein Tag Team mit Diesel, das als Two Dudes with Attitudes bekannt wurde. Da Michaels zwischenzeitlich wieder zum Intercontinental Champion geworden war, hielten sie nun beide Einzel-Titel der WWF.
Im September besiegten Diesel und Michaels Yokozuna und Owen Hart, wodurch sie zum zweiten Mal die Tag Team Championship gewannen. Am darauffolgenden Tag wurde die Entscheidung jedoch rückgängig gemacht, da der von Diesel gepinnte Owen Hart vor dem Match offiziell durch den British Bulldog ersetzt worden war. 51 Wochen nach seinem Titelgewinn musste Diesel die WWF World Heavyweight Championship schließlich bei der Survivor Series 1995 an Bret Hart abgeben, woraufhin er wieder zum Heel wurde.
Nach kurzen Fehden gegen den Undertaker und Shawn Michaels verließ Kevin Nash die WWF und wechselte zurück zur WCW, wo er unter seinem bürgerlichen Namen antrat.

### Rückkehr zur WCW (1996–2001)

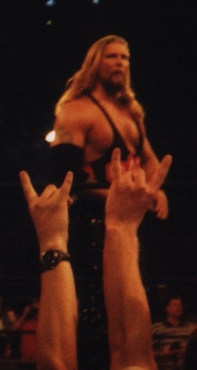
Nash bei einer Monday Nitro Ausgabe (1998)

Zusammen mit Scott Hall bildete Nash in der WCW das Team The Outsiders, welches laut Storyline von einer „feindlichen Organisation“ (womit anfangs auf die WWF angespielt wurde) geschickt wurde, um die Liga zu übernehmen. Beim Bash at the Beach 1996 vollzog Hulk Hogan einen schockierenden Heel-Turn, indem er sich mit den Outsiders verbündete und schließlich die New World Order (nWo) gründete. Die nWo leitete einen grundsätzlichen Umschwung im zuvor sehr familienorientierten Mainstream-Wrestling der USA ein und war ausschlaggebend dafür, dass die WCW die WWF als dominierende Liga ablösen konnte.
Im April 1998 griff Nash Hogan, den Anführer des Stables, an und gründete seine eigene Version der nWo, die als nWo Wolfpac bekannt wurde und gegen die nWo Hollywood fehdete. Als sich Sting dem Wolfpac anschloss, trennte er sich von seinem Partner The Giant, mit dem er die WCW World Tag Team Championship hielt. Nash übernahm daraufhin den Part des Giant und hielt somit seinen ersten Titel in der WCW, den er jedoch nur einen Monat später an Hall und den Giant wieder verlor. Bei World War 3 im November gewann Nash die 60-men Battle Royal und verdiente sich ein Match gegen den amtierenden WCW World Heavyweight Champion Bill Goldberg. In diesem Match, das bei Starrcade 1998 stattfand, beendete Nash Goldbergs lange Siegesserie, als sein ehemaliger Partner Scott Hall diesen mit einem Elektroschocker angriff und somit von der nWo Hollywood zum Wolfpac wechselte. Im Januar 1999 forderte Nash den zurückkehrenden Hulk Hogan heraus und überließ ihm den Titel, indem er sich nach einem leichten Stoß an die Brust (bekannt als Fingerpoke of Doom) pinnen ließ. Damit wurde die nWo unter Anführer Hogan wiedervereinigt, konnte jedoch bei weitem nicht an ihre früheren Erfolge anknüpfen.
Noch im selben Jahr besiegte Nash den amtierenden WCW Champion Diamond Dallas Page und trat seine zweite Titelregentschaft an, die zwei Monate später von Randy Savage beendet wurde. Am nächsten Abend verteidigte Savage den Titel gegen den abermals zurückkehrenden Hogan, unterlag jedoch als sich Nash für die Niederlage rächte und Savage attackierte. Eine Woche später griff Nash wiederum Hogan an und verbündete sich mit Savage und dessen Partner Sid Vicious. In einem Retirement Match bei Road Wild 1999 besiegte Hogan Nash. Wenige Monate später kehrte Nash zurück, um zusammen mit Scott Hall, Jeff Jarrett und Bret Hart eine neue Version der zwischenzeitlich aufgelösten nWo zu gründen. Die Neuauflage des Stables wurde nach kurzer Zeit wieder eingestellt.
Im Verlauf des Jahres 2000 gewann Kevin Nash die durch häufige Titelwechsel (unter anderem an Non-Wrestler wie David Arquette und Vince Russo) zunehmend demontierte WCW World Heavyweight Championship drei weitere Male. Zudem arbeitete er als Mentor des Stables The Natural Born Thrillers, das ihn jedoch verriet und schließlich gegen ihn fehdete. Im Team The Insiders gewann Nash zusammen mit Diamond Dallas Page Ende des Jahres zweimal die Tag-Team-Titel. Nash unterlag Scott Steiner im Februar 2001 in einem Retirement Match und kehrte bis zum Verkauf der WCW an die WWF nicht mehr zurück.

### Rückkehr zur WWE (2002–2003)
Nachdem Nashs Vertrag mit AOL-Time Warner – der Produktionsgesellschaft der nun nicht mehr existenten WCW – ausgelaufen war, wurde er zusammen mit Scott Hall und Hulk Hogan von der WWF verpflichtet und bildete mit den genannten Wrestlern ab Februar 2002 eine erneute Neuauflage der nWo. Da Hogan durch positive Publikumsreaktionen praktisch zum Face-Turn gezwungen und Hall wegen seiner Alkoholprobleme entlassen wurde, hatte die neue nWo nicht lange Bestand. Zudem verletzte sich Nash am Bizeps und später am Quadrizeps, sodass er bis zum Frühjahr 2003 pausieren musste.
Nash kehrte mit einem mehr an sein früheres Gimmick Diesel erinnernden Charakter in die mittlerweile in World Wrestling Entertainment umbenannte Liga zurück und fehdete gegen Triple H, dem er sich bei Bad Blood 2003 in einem Hell in a Cell Match geschlagen geben musste. Später fehdete er gegen Chris Jericho, gegen den er ein Hair vs. Hair Match verlor. Die Elimination Chamber beim SummerSlam 2003 war schließlich Nashs letztes Match für die WWE. Dabei wurde er von Chris Jericho eliminiert.

### Total Nonstop Action Wrestling (2004–2010)

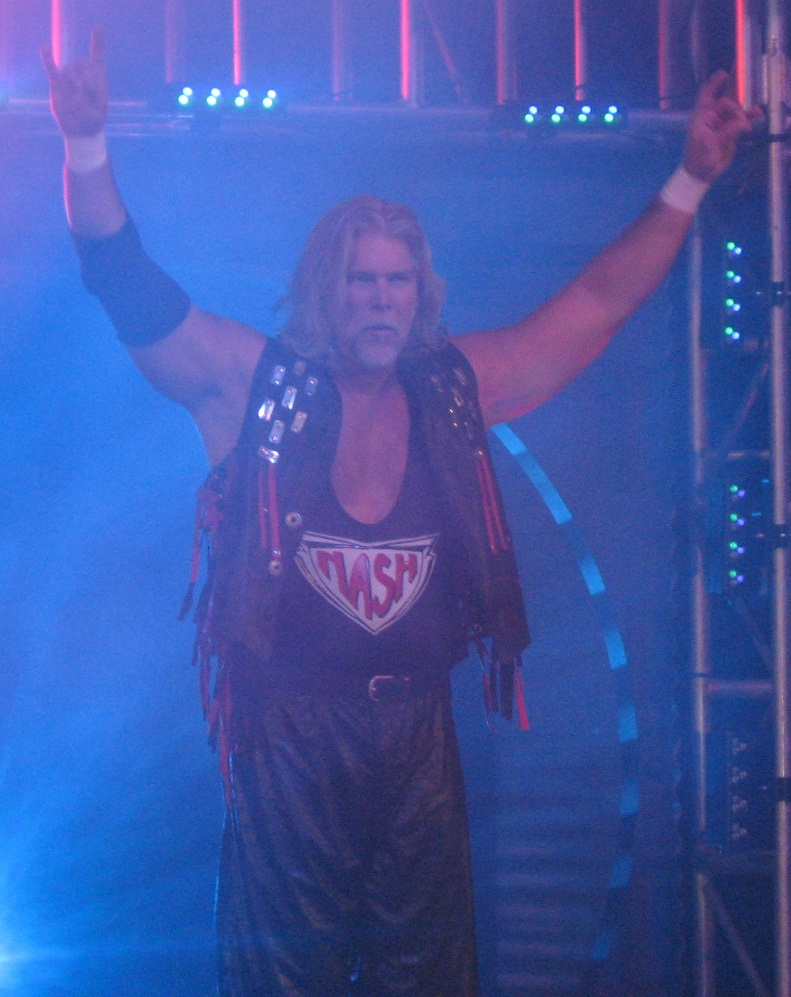
Nash bei einem TNA Wrestling Event (2008)

Nach wenigen Matches für Ultimate Pro Wrestling und ZERO1-MAX debütierte Nash zusammen mit Scott Hall beim ersten monatlichen Pay Per View Victory Road bei TNA. Im kurzlebigen Stable Kings of Wrestling verbündeten sich die beiden mit dem NWA World Heavyweight Champion Jeff Jarrett.
Bei der ersten Ausgabe von TNA iMPACT! am 1. Oktober 2005 kehrte Nash zurück und attackierte Jarrett, den er zu einem Titelmatch bei Bound For Glory herausforderte. Einen Tag vor dem Pay Per View wurde Nash jedoch mit Brustschmerzen in ein Krankenhaus eingeliefert; seinen Platz im Match nahm Rhino ein. Später gab Nash bekannt, einen leichten Herzinfarkt erlitten zu haben.
Im April 2006 kehrte Kevin Nash erneut zu TNA zurück und begann eine Fehde gegen die X Division. Er wurde während seiner Kampagne gegen die X Division von Alex Shelley und später auch Johnny Devine unterstützt und bildete mit ihnen das Stable Paparazzi Productions. Nashs primärer Fehdengegner war zu dieser Zeit Chris Sabin.
Nach unwichtigen Fehden war Nash ab dem 23. Oktober 2008 Mitglied des Stables The Main Event Mafia, dem u. a. auch Kurt Angle, Booker T und Sting angehörten. Dabei gewann er am 19. Juli 2009 bei Victory Road mit der TNA Legends Championship seinen ersten Titel bei TNA, indem er AJ Styles besiegen durfte. Den Titel verlor er jedoch bereits drei Tage später an Mick Foley. Bei Hard Justice am 16. August 2009 errang er den Titel jedoch von Foley wieder zurück. Bei Bound for Glory am 18. Oktober 2009 verlor er den Titel an Eric Young in einem Match, in dem auch Hernandez beteiligt war. Kurz darauf löste sich die Main Event Mafia auf.
Anfang 2010 kam es zur Reunion mit Scott Hall und Sean Waltman als The Band. Am 4. Mai 2010 gewannen Nash und Hall die TNA World Tag Team Championship von Matt Morgan. Im Zuge von Halls Kündigung bei TNA wurde der Titel am 14. Juni 2010 aberkannt. Da auch Waltman entlassen wurde, hörte The Band wenig später auf zu existieren.
Sein letztes Match für TNA bestritt Nash zusammen mit Sting und D’Angelo Dinero gegen Jeff Jarrett und Samoa Joe bei Bound for Glory am 10. Oktober 2010, welches sie gewannen. Einen Tag später bei Impact verließ er TNA.

### Independent-Ligen (seit 2011)

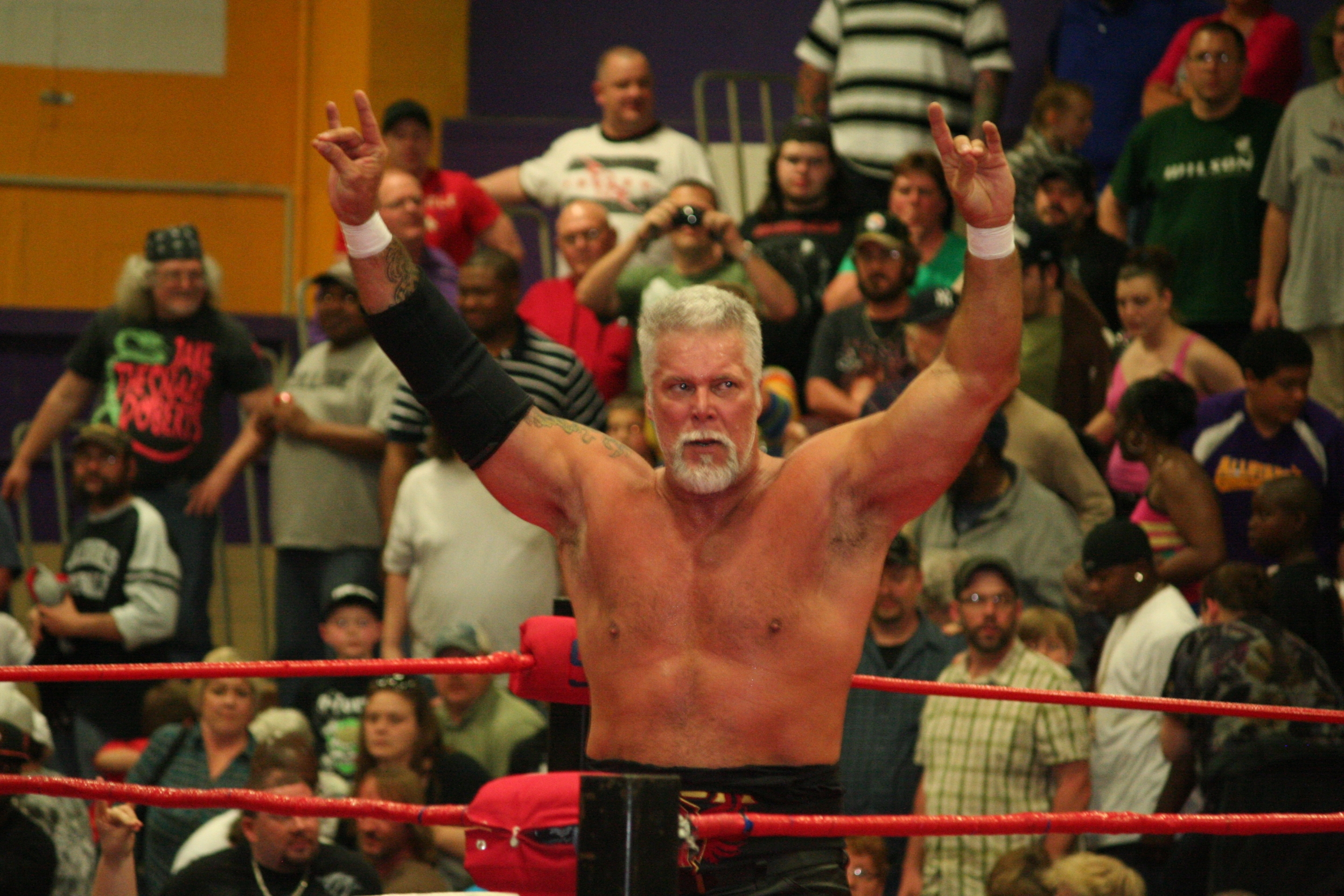
Nash nach einem Match im April 2012

2012 machte Nash einige Auftritte für All Japan Pro Wrestling und im unabhängigen Ligen.

### Zweite Rückkehr zur WWE (seit 2011)
Am 30. Januar 2011 kehrte Nash nach über sieben Jahren zur WWE zurück und nahm bei der Großveranstaltung Royal Rumble an der namensgebenden Battle Royal teil. Seitdem fungierte er vorwiegend hinter den Kulissen als eine Art Berater für jüngere Wrestler. Bei der Großveranstaltung SummerSlam 2011 attackierte er CM Punk nach dessen WWE Championship-Match gegen John Cena, was zu Punks Titelverlust an Alberto Del Rio führte. Daraus resultierte eine Fehde mit Triple H, welche bei WWE TLC: Tables, Ladders & Chairs endete. 2012 machte Nash einige Auftritte in der WWE-Entwicklungsliga NXT. 2013 absolvierte er erneut Auftritte bei NXT und wiederholte im Januar 2014 seinen Einsatz beim Royal Rumble.
Am 6. April 2021 wurde er erneut in die Hall of Fame als Mitglied der nWo eingeführt.

## Backstage
In den frühen 90er Jahren freundete sich Kevin Nash mit Shawn Michaels, Scott Hall, Sean Waltman und Paul Levesque an. Dieser Freundeskreis, auch als Kliq bezeichnet, besaß insbesondere um 1995 einen großen Einfluss auf das Booking der damaligen WWF und wurde häufig für ihr egoistisches Verhalten kritisiert. Wrestler wie Shane Douglas machten in der Vergangenheit die Kliq für ihr Scheitern in der WWF verantwortlich. Gegen Ende von Nashs WWF-Zeit erregten die Kliq-Mitglieder durch den sogenannten Curtain Call im Mai 1996 Aufmerksamkeit: Am Ende einer Show im Madison Square Garden umarmten sich die Faces Michaels und Hall, sowie die Heels Levesque und Nash 
und brachen somit Kayfabe, was zur damaligen Zeit vollkommen unüblich war. Der Hintergrund bestand darin, dass Nash und Hall bereits einen Vertrag mit der WCW unterzeichnet hatten und sich somit nach ihren letzten WWF-Matches im Ring von ihren Freunden verabschieden wollten.
In der WCW war Kevin Nash ab 1999 zeitweilig als Booker tätig und wurde oftmals für den Niedergang der Liga mitverantwortlich gemacht. Auch in diesem Fall wurde ihm Egoismus vorgeworfen, da er sich mehrmals selbst zum WCW World Heavyweight Champion bookte und befreundete Wrestler grundsätzlich bevorzugte.

## Wrestling-Erfolge
WWE

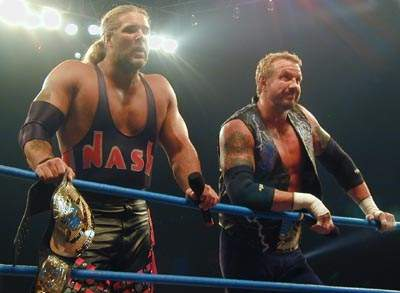
„The Insiders“, Kevin Nash und Diamond Dallas Page, als WCW World Tag Team Champions (2000)

- Hall of Fame (Class of 2015)
- Hall of Fame (Class of 2020) (Als Mitglied der nWo)
- WWF World Heavyweight Championship (1×)
- WWF Intercontinental Championship (1×)
- WWF World Tag Team Championship (2× mit Shawn Michaels)

World Championship Wrestling
- WCW World Heavyweight Championship (5×)
- WCW World Tag Team Championship (6× mit Scott Hall, 1× mit Sting, 2× mit Diamond Dallas Page)

Total Nonstop Action Wrestling
- TNA Legends Championship (2×)
- TNA World Tag Team Championship (1× mit Scott Hall)
- Feast or Fired (TNA World Tag Team Championship 2009)

## Filmografie
- 1991: Turtles II – Das Geheimnis des Ooze (Teenage Mutant Ninja Turtles II: The Secret of the Ooze)
- 1997: Sabrina – Total Verhext! (Sabrina, the Teenage Witch, Fernsehserie, Folge 1x23)
- 1998: Die verrückte Kanone (Family Plan)
- 2000–2001: Nikki (Fernsehserie, Folgen 1x08, 2x08)
- 2004: The Punisher
- 2005: Spiel ohne Regeln (The Longest Yard)
- 2006: Grandma’s Boy
- 2006: D.O.A. – Dead or Alive (DOA: Dead or Alive)
- 2010: River of Darkness
- 2011: Thor – Der Allmächtige (Almighty Thor)
- 2011: Monster Brawl
- 2012: Magic Mike
- 2012: Rock of Ages
- 2014: John Wick
- 2015: Magic Mike XXL
- 2020: Chick Fight
- 2022: Dog